# Claude Martial
Claude Martial (* 1913 in Pointe-à-Pitre, Guadeloupe; † 1991) war ein französischer Jazz-Musiker (Piano, Gitarre, Banjo) und Schauspieler.
Der von der Antillen-Insel Guadeloupe stammende Claude Martial kam aus einer Musikerfamilie; die Brüder Martial bildeten ein kleines Orchester, dessen Leiter Claudes ältester Bruder Tom war. Die Formation trat unter der Bezeichnung Tommy' Jazz auf, wobei deren Musikstil weniger Jazz als französische Variétémusik war. 1930 wurde das Tommy' Jazz engagiert, auf der Pariser Kolonialausstellung zu spielen, die ab Mai 1931 stattfand. Im Dezember entstanden Aufnahmen für Parlophone („Robe à queues“) unter der Bandbezeichnung Tom et Ses Juniors Guadeloupéens.
Nach Auftritten in einer Brasserie am Boulevard de Montmartre starb Claudes Bruder, der Bandleader Tom Martial an einer Lungenentzündung. Die Brüder Bruno und Claude gründeten 1932 ein neues Orchester Le kaukira' Boys, das jedoch nur kurze Zeit bestand. 1933 nahmen Bruno und Claude Martial eine Komposition ihres verstorbenen Bruders auf, ein Piano-Duo („Krakador bon ti capesterre la“). 1941 hatte er eine Rolle im Film Madame Sans-Gêne (Regie: Roger Richebé). 1943 spielte Claude Martial im Jazz-Orchester von Freddy Jumbo, dem auch Al Lirvat, Sylvio Siobud, Robert Mavounzy und Henri Godissard angehörten. Im selben Jahr wirkte er als Schauspieler in dem Spielfilm Donne-moi tes yeux (Regie: Sacha Guitry) mit. Sein Spiel auf dem Piano wurde mit Willie The Lion Smith oder Earl Hines verglichen; auf der Gitarre orientierte er sich stilistisch an Django Reinhardt.